# Bevrijdingsfestival Overijssel
Het Bevrijdingsfestival Overijssel is een muziekfestival dat elk jaar in het Park de Wezenlanden in de Nederlandse stad Zwolle gehouden wordt ter gelegenheid van bevrijdingsdag. Het festival brengt de viering van vrijheid op speelse manier onder de aandacht door middel van muziek en andere culturele activiteiten. Elk jaar wordt er met een ander actueel thema extra invulling gegeven aan de vrijheidsgedachte. Dit gebeurt in samenwerking met de andere bevrijdingsfestivals en het Nationaal Comité 4 en 5 mei.

## Geschiedenis
Sinds de eerste editie van het Bevrijdingsfestival Overijssel zijn er diverse locaties gebruikt voor het evenement. Dit gebeurde omdat de locaties te klein werden voor de toenemende bezoekersaantallen.

### Grote Kerkplein (1991-1999)
In 1991 werd de eerste editie van het Bevrijdingsfestival Overijssel gehouden. Dit vond tot en met 1999 plaats op het Grote Kerkplein in Zwolle. Tijdens de eerste editie waren er 10.000 bezoekers op het festival afgekomen. In de 8 jaar daarna liepen de bezoekersaantallen op en werd besloten om naar een andere locatie te gaan.

### Turfmarkt (2000-2005)
Nadat was besloten om het bevrijdingsfestival niet meer op het Grote Kerkplein te houden, werd besloten om het op de Turfmarkt te houden. Hier was meer ruimte voor de bezoekers. Tussen 2000 en 2005 waren er gemiddeld 85.000 bezoekers per jaar. Ook deze plek werd duidelijk te klein, en er werd besloten om voortaan op een grotere locatie het festival te houden.

### Park de Wezenlanden (2006-heden)
Sinds 2006 wordt het bevrijdingsfestival in het Park de Wezenlanden gehouden nadat de Turfmarkt hiervoor te klein werd. Vrijwel het gehele Park de Wezenlanden wordt gebruikt voor het festival. Er staat één hoofdpodium en daarnaast nog elders in het park diverse podia en activiteiten. In 2009 bereikte het festival een bezoekersrecord van 160.000 mensen. Niet eerder kwamen er bij een bevrijdingsfestival in Nederland zoveel bezoekers.
In 2011 werd door de gemeente Zwolle besloten dat er geen dance-evenement meer zou plaatsvinden op het terrein van het bevrijdingsfestival. In 2010 had dit evenement grote veiligheidsproblemen opgeleverd, zoals het bekneld raken van bezoekers.

## Artiesten (selectie)
Door de jaren heen hebben er verschillende bekende artiesten en bands op het Bevrijdingsfestival Overijssel gestaan, onder andere:
- The Scene (1992, 2007)
- Kane (2001, 2006, 2010, 2013)
- DI-RECT (2002, 2004, 2009, 2013)
- Opgezwolle (2002, 2004, 2006)
- Van Dik Hout (2003, 2006)
- BLØF (2004, 2014)
- Lange Frans & Baas B (2005)
- Typhoon (2005, 2008, 2010, 2014, 2015, 2022)
- Krezip (2005, 2008)
- Ali B (2006)
- De Dijk (2007)
- Alain Clark (2008, 2012)
- Ilse DeLange (2008, 2009, 2011, 2019)
- Ferry Corsten (2008)
- Within Temptation (2008)
- Mala Vita (2008, 2010)
- De Jeugd van Tegenwoordig (2009, 2019)
- Kyteman's Hiphop Orkest (2009)
- Triggerfinger (2009)
- Delain (2007, 2013)
- Miss Montreal (2009, 2013, 2018)
- Guus Meeuwis (2009)
- Caro Emerald (2010)
- Fakkelbrigade (2010)
- Go Back to the Zoo (2010)
- Lisa Lois (2010)
- VanVelzen (2010, 2012, 2014, 2016)
- Danny de Munk (2011)
- Moke (2011)
- Racoon (2011, 2013, 2015)
- Destine (2011)
- Handsome Poets (2011, 2015)
- Jacqueline Govaert (2011)
- Erwin Nyhoff (2012)
- Krystl (2012)
- Waylon (2012)
- Gers Pardoel (2013)
- Nielson (2014, 2016)
- Douwe Bob (2014)
- Blaudzun (2014)
- Mainstreet (2015)
- The Common Linnets (2015)
- The Kik (2015)
- Manu Chao La Ventura (2016)
- Son Mieux (2016)
- De Likt (2016)
- Kenny B (2016)
- Bökkers (2016, 2018)
- John Coffey (2014, 2016)
- Kensington (2017)
- Chef'Special (2018)
- Maan (2019)
- Tom Walker (2019)
- Minka (2021)
- Snelle (artiest) (2022)
- Kraantje Pappie (2022)
- Diggy Dex (2022)
- Meau (2022)
- Selah Sue (2022)

## Bezoekers
Onderstaande tabel geeft de geschatte bezoekers aantallen weer.
| Jaartal | Bezoekers | Locatie         |
| ------- | --------- | --------------- |
| 1991    | 7.500     | Grote Kerkplein |
| 1992    | 25.000    | Grote Kerkplein |
| 1993    | 35.000    | Grote Kerkplein |
| 1994    | 25.000    | Grote Kerkplein |
| 1995    | 35.000    | Grote Kerkplein |
| 1996    | 35.000    | Grote Kerkplein |
| 1997    | 40.000    | Grote Kerkplein |
| 1998    | 75.000    | Grote Kerkplein |
| 1999    | 80.000    | Grote Kerkplein |
| 2000    | 100.000   | Turfmarkt       |
| 2001    | 80.000    | Turfmarkt       |
| 2002    | 70.000    | Turfmarkt       |
| 2003    | 85.000    | Turfmarkt       |
| 2004    | 90.000    | Turfmarkt       |
| 2005    | 100.000   | Turfmarkt       |

| Jaartal | Bezoekers | Locatie             |
| ------- | --------- | ------------------- |
| 2006    | 120.000   | Park de Wezenlanden |
| 2007    | 130.000   | Park de Wezenlanden |
| 2008    | 150.000   | Park de Wezenlanden |
| 2009    | 160.000   | Park de Wezenlanden |
| 2010    | 160.000   | Park de Wezenlanden |
| 2011    | 140.000   | Park de Wezenlanden |
| 2012    | 125.000   | Park de Wezenlanden |
| 2013    | 120.000   | Park de Wezenlanden |
| 2014    | 130.000   | Park de Wezenlanden |
| 2015    | 125.000   | Park de Wezenlanden |
| 2016    | 140.000   | Park de Wezenlanden |
| 2017    | 125.000   | Park de Wezenlanden |
| 2018    | 140.000   | Park de Wezenlanden |
| 2019    | 100.000   | Park de Wezenlanden |
| 2022    | 150.000   | Park de Wezenlanden |